# Peter Aichelburg
Peter Christian Aichelburg (* 9. November 1941) ist ein österreichischer theoretischer Physiker. Er ist für seine Arbeiten zur Allgemeinen Relativitätstheorie bekannt, insbesondere für seine gemeinsam mit Roman Sexl entwickelte exakte Lösung des Aichelburg–Sexl Ultraboosts für das Schwarzschild-Vakuum.

## Leben
Peter Aichelburg wurde als zweites Kind von Ludwig Aichelburg (* 1917) und Martha Michalek (* 1920) geboren. Er gehört zur böhmischen Linie des aus Kärnten stammenden Adelsgeschlechts der Grafen von und zu Aichelburg. Er studierte Physik an der Universität Wien. Vorlesungen, die er bei seinem späteren Doktorvater Walter Thirring hörte, motivierten ihn sich der theoretischen Physik zuzuwenden. Er promovierte 1967 an der Universität Wien mit seiner Doktorarbeit „Das Anfangswertproblem eines harmonischen Oszillators im Strahlungsfeld“. Von 1980 bis zu seiner Pensionierung 2007 lehrte und forschte Peter Aichelburg an der Universität Wien am Institut für Gravitationsphysik begleitet von zahlreichen Gastprofessuren und Forschungsaufenthalten an verschiedenen Universitäten und Forschungsinstituten.

## Werke
- Peter C. Aichelburg, Roman U. Sexl: [[Albert Einstein]]: his influence on physics, philosophy and politics. „Published under the auspices of the International Society on General Relativity and Gravitation“, Braunschweig; Wiesbaden 1979, ISBN 3-528-08425-1 (englisch).